# Стаут, Фрэнк
Фрэнк Моксон Стаут (англ. Frank Moxon Stout; 21 февраля 1877, Глостер, Глостершир, Англия, Великобритания — 30 мая 1926, Сторрингтон, Суссекс, Англия, Великобритания) — британский регбист и военный деятель.
Фрэнк Стаут родился в 1877 году в Англии. Он сделал успешную карьеру в спорте, играя за различные регбийные команды вместе со своим братом Перси, а также представляя сборную Англии по регби на международном уровне, в частности в качестве капитана. После начала Первой мировой войны Стаут вступил в Британскую Армию. За пресечение попытки вражеского наступления он был награждён Военным крестом. После окончания войны Стаут остался в Армии, дойдя до звания капитана. Впоследствии он вышел в отставку с военной службы из-за инвалидности и поселился у своего брата. Фрэнк Стаут скончался в 1926 году в Англии.

## Биография

### Спортивная карьера
Фрэнк Стаут родился 21 февраля 1877 года в английском Глостере в семье гребца Уильяма Стаута и Эммы Эдкок. У него был старший брат Перси. Вместе они получили образование в Крипт-школе, где были членами футбольной ассоциации.
В возрасте 18 лет, во время сезона 1895—1896 годов, Фрэнк с братом начали играть за «Глостер», став самыми первыми игроками, представившими клуб на международном уровне. В первый раз за сборную Англии Фрэнк сыграл на Кубке домашних наций 1897, в выездном матче против Уэльса. Англия проиграла со счётом 11-0, но Стаут вернулся в команду на второй матч против Ирландии, который был тоже проигран со счётом 13:9. На сезон 1897 года Стаут вошёл в гастрольную команду «Барбарианс», став вскоре членом комитета клуба.
Несмотря на то, что Стаут не вошёл в команду победителей, он принял участие во всех трех матчах Кубка домашних наций 1898: против Ирландии (6:9), Шотландии (3:3) и Уэльса (14:7). Фрэнк выступил с Перси на игре с Шотландией, ставшей первым их матчем на международном уровне, а в игре с Уэльсом братья сделали попытки. В следующий раз такое удалось повторить на Кубке пяти наций 1993 братьям Рори и Тони Андервудам.
На Кубке домашних наций 1899 Стаут сыграл только в последних двух матчах из трёх, все из которых сборная Англия проиграла: с Ирландией со счётом 6:0 и с Шотландией — 0:5.
В 1899 году Стаут присоединился к команде «Британские львы» в их первом официальным туре по Австралии. Стаут сыграл во всех 21 матчах тура, в общем совершив четыре попытки.
После того, как первый матч был проигран со счётом 3:13, капитан команды Мэттью Муллинью устранился от дальнейшей игры, и Стаут заменил его на поле, после чего игра начала улучшаться, и три последних матча были выиграны со счётом 3:1. Между тем, Фрэнк всегда был форвардом, а Перси — играл в центре
По возвращении в Англию, Стаут не вступил в сборную, несмотря на игру «Барбарианс» на рождественском туре 1899 года в Уэльсе. После этого, Стаут покинул «Глостер» и перешёл в «Ричмонд». Для финальной игры на Кубке домашних наций 1903 он был выбран в сборную, однако она потеряла Кубок Калькутты, отошедший Шотландии. Перед началом следующего сезона, Стауту предложили место во втором для него туре «Британских львов», на этот раз в Южной Африке. Стаут сыграл во всех трех матчах против сборной Южной Африки, результатом которых стали две ничьи и один проигрыш.
Вернувшись в Великобританию, Стаут был не только выбран для участия в Кубке домашних наций 1904, но получил капитанскую повязку. Матч против Уэльса окончился ничьей, и хоть Стаут сыграл в оставшихся двух матчах турнира против Ирландии и Шотландии, капитаном стал Джон Дэниэлл. Концом карьеры за сборную Англии стал Кубок домашних наций 1905, на котором капитан Стаут привёл страну к трём поражениям. Всего за Англию Стаут сыграл в 14 матчах.
В то же время Стаут входил во вновь образованную команду «Глостер Сити», играя за неё вместе со своими двумя братьями. Он появился в 34 матчах, забив только один гол в период с 1893 по 1895 год. Играя за «Глостер» с 1895 по 1907 год, Фрэнк принял участие в 105 матчах.

### На Первой мировой войне
После начала Первой мировой войны, Фрэнк вместе с Перси вступили в Британскую армию, и 7 сентября 1914 года они были возведены в звания вторых лейтенантов.
Сначала Фрэнк служил в 20-м гусарском полке, а затем в Пулемётном корпусе. Однажды, увидев врага рядом с британскими позициями, Стаут вместе с капралом Дж. Тестером и лёгким пулемётом отправился в конец траншеи. Они установили пулемёт в верхней части траншеи, а затем капрал Тестер, стоя на плечах Стаута, открыл огонь по противнику, находившемуся на расстоянии от 30 до 40 метров. Под шквальным огнём противника, Тестер и Стаут менялись местами, не прекращая атаки. На следующий день у их позиции было обнаружено четырнадцать трупов противника. За эти действия Стаут был награждён Военным крестом.
В августе 1918 года Фрэнку было присвоено звание лейтенанта. Позже стал капитаном и прослужил до 1921 года.

### Последующая жизнь
На войне Фрэнк был тяжело ранен и остался инвалидом на всю оставшуюся жизнь. На некоторое время он переехал к своему брату в Каир, но позже вернулся в Англию. Фрэнк Стаут скончался 30 мая 1926 года в Сторрингтоне в Суссексе.